# 金子和斗志
金子 和斗志（かねこ かつし 、1952年3月26日 - ）は、日本の実業家。アイ・ケイ・ケイ株式会社創業者・代表取締役会長兼CEO。

## 人物・来歴
佐賀県伊万里市生まれ。佐賀県立伊万里高等学校卒業。1974年家業金子興業株式会社（のちの株式会社アイ・エス）に入社。1974年取締役。1981年代表取締役。1995年九州積善社（現アイ・セレモニー株式会社）代表取締役社長。同年アイ・ケイ・ケイ設立、同社代表取締役社長。2000年九州初のハウスウェディング施設を鳥栖市で開業。2012年アイケア株式会社取締役。2015年経済産業省おもてなし経営企業選出。2017年PT INTERNATIONAL KANSHA KANDOU INDONESIA 取締役、株式会社力の源ホールディングス社外取締役。2018年紺綬褒章受章。2020年アイ・ケイ・ケイ株式会社代表取締役会長兼CEO。

## 著書
- 『サービスの精神はありがとうから生まれる』コスモ教育出版 2009年